# Konstantin Lavronenko
Konstantin Nikolajevitj Lavronenko (russisk: Константи́н Никола́евич Лавро́ненко; født 20. april 1961 i Rostov-ved-Don, russiske SFSR, Sovjetunionen) er en sovjetisk og russisk skuespiller, der er mest kendt for sin rolle som den mystiske far til to drenge i Andrej Zvjagintsevs The Return fra 2003 (originaltitel Vozvrasjtjenie). Han vandt i 2007 prisen bedste skuespiller ved filmfestivalen i Cannes for sin rolle i en anden af Zjagintsevs film,Izgnanie (The Banishment).

## Filmografi

### Spillefilm
- 1984 - Esjtjo ljublju, esjtjo nadejus (Ещё люблю, ещё надеюсь, da.: Elsker stadig, håber stadig) som Sjenja
- 1992 - Andrjusja (Андрюша) som Andrej
- 1998 - Sotjinenije ko Dnju Pobedy (Сочинение ко Дню Победы, da.: Komposition for Sejrsdagen) som Kostja
- 2003 - The Return (film fra 2003) (Возвращение, da: Hjemkomsten) som faren
- 2005 - Master (Мастер, da.: Mesteren) som Mester Aleksandr Sapalov
- 2006 - Nankinskij pejzakh (Нанкинский пейзаж, da.: Nanjing landskab) som Aleksander
- 2007 - Izgnanie (Изгнание, da.: Eksilet, også kendt under den engelske titel The Banishment) som Alex
- 2007 - Nas ne dogonisj (Нас не догонишь, da.: Du kan ikke fange os som oberst Valiev
- 2007 - Otkrojte, Ded Moroz! (Откройте, Дед Мороз!, da.: Åbn døren, det er Fader Frost!) som Fader Frost
- 2007 - Likvidatsija (Ликвидация, da.: Likvidation) som Tjekan
- 2008 - Novaja Zemlja (Новая Земля, da.: Nyt land) som Zjilin
- 2010 - Kajínek (Кайинек) som Jiří Kajínek
- 2010 - Zajtsev, khgi! (Зайцев, жги!, da.: Zajtsev, kom så!) som Aleksander Tross
- 2013 - Tri musjketjora (Три мушкетёра, da.: De Tre Musketerer) som Lord Buckingham
- 2013 - Territorija (Территория, da.: Territorium) som Tjinkov
- 2016 - Zemletrjasenije (Землетрясение, da.: Jordskælv) som Konstantin Berezjnoj
- 2017 - Poslednij bogatyr (Последний богатырь, da.: Den sidste kriger som Kostjej
- 2019 - Robo (Робо, da.: Robot) som general
- 2019 - Avanpost (Аванпост) som Dolmatov
- 2020 - Koma (Кома, da.: Koma), som Jan
- 2021 - Poslednij bogatyr: Koren zla (Последний богатырь: Корень зла, da.: Den sidste kriger: Ondets rod som Kostjej
- 2021 - Poslednij bogatyr: Poslannik tmy (Последний богатырь: Посланник тьмы, da.: Den sidste kriger: Mørkets budbringer) som Kostjej